# Gilbert Amy
Gilbert Amy (ur. 19 sierpnia 1936 w Paryżu) – francuski pianista, kompozytor i dyrygent.
Ukończył w 1954 roku studia w Konserwatorium Paryskim. Jako kompozytor zadebiutował rok później utworem Œil de fumée. Współpracował m.in. z Pierre'em Boulezem. Jego kariera zaczęła się dynamicznie rozwijać od 1962 roku.
Był m.in. dyrygentem w Domaire Musical w Paryżu.
Otrzymał wiele nagród (Grand Prix w dziedzinie muzyki narodowej w 1979, Grand Prix SACEM w 1983, Grand Prix Musical – nagroda miasta Paryża w 1986 i inne).